# Orsara Bormida
Orsara Bormida es un municipio italiano situado en la provincia de Alessandria, en Piamonte. Tiene una población estimada, a fines de 2024, de 385 habitantes.

## Evolución demográfica
| Gráfica de evolución demográfica de Orsara Bormida entre 1861 y 2024 |
|                                                                      |
| Fuente: ISTAT - Elaboración gráfica de Wikipedia                     |